# Geophagini
Geophagini – plemię ryb pielęgnicowatych z podrodziny Cichlinae obejmujące ponad 210 gatunków klasyfikowanych w 3 podplemionach:
- Acarichthyina Kullander, 1998
  - Acarichthys
  - Guianacara
- Crenicaratina Kullander, 1998
  - Biotoecus
  - Crenicara
  - Crenicichla
  - Dicrossus
  - Teleocichla
- Geophagina Haseman, 1911
  - Apistogramma
  - Apistogrammoides
  - Biotodoma
  - Geophagus
  - Gymnogeophagus
  - Mazarunia
  - Mikrogeophagus
  - Satanoperca
  - Taeniacara

Typem nomenklatorycznym jest Geophagus. Geophagini jest taksonem siostrzanym dla Chaetobranchini.